# Algernon Frederick Rous de Horsey
Algernon Frederick Rous de Horsey, född 1827, död 1922, brittisk amiral under 1800-talet och var far till Louisa Mary Adeline de Horsey Phillips och morfar till amiral Thomas Phillips.
Han tjänstgjorde utanför kusten av Syrien år 1840; var befälhavare av Stillahavsstationen 1876–79, och förde befäl över kanaleskadern 1884–85.